# 成島站 (群馬縣)
成島站（日语：／ Narushima eki */?）是位於日本群馬縣館林市成島町，屬於東武鐵道小泉線的鐵路車站。車站編號TI 41。本站於1926年（大正15年）4月10日開業。

## 車站構造
本站是島式月台1面2線地面車站。站房位於線路南側，並透過地下道連通月台。本站過去曾有一班往返館林與本站的區間車，但已在2003年（平成15年）3月19日改點時廢除。

### 月台配置
| 月台 | 路線   | 方向 | 目的地     |
| ---- | ------ | ---- | ---------- |
| 1    | 小泉線 | 下行 | 西小泉方向 |
| 2    | 小泉線 | 上行 | 館林方向   |

## 使用情況
2016年度1日平均上下車人次為1,141人。
近年1日平均上下車人次變化如下表｡
| 年度               | 1日平均上下車人次 |
| ------------------ | ----------------- |
| 2001年（平成13年） | 1,356             |
| 2002年（平成14年） | 1,328             |
| 2003年（平成15年） | 1,281             |
| 2004年（平成16年） | 1,397             |
| 2005年（平成17年） | 1,268             |
| 2006年（平成18年） | 1,166             |
| 2007年（平成19年） | 993               |
| 2008年（平成20年） | 887               |
| 2009年（平成21年） | 915               |
| 2010年（平成22年） | 994               |
| 2011年（平成23年） | 983               |
| 2012年（平成24年） | 1,120             |
| 2013年（平成25年） | 1,128             |
| 2014年（平成26年） | 1,093             |
| 2015年（平成27年） | 1,092             |
| 2016年（平成28年） | 1,141             |

## 車站周邊
- 多多良沼（日语：多々良沼）
- 館林成島郵便局
- 關東學園大學附屬高等學校（日语：関東学園大学附属高等学校）
- 群馬縣立館林高等學校（日语：群馬県立館林高等学校）

## 相鄰車站
東武鐵道
 小泉線
館林（TI 10）－成島（TI 41）－本中野（TI 42）

## 備註
1. ↑  駅情報（乗降人員) | 企業情報 | 東武鉄道ポータルサイト （页面存档备份，存于） 2014年4月5日閲覧。
2. ↑  .   [2020-05-02]. （原始内容存档于2017-07-31）.

## 外部連結
- 成島（車站資訊） - 東武鐵道